# Coșmarul alb
Coșmarul alb (Whiteout: Enfer blanc) este un film thriller din 2009. Este regizat de Dominic Sena după un scenariu de Jon Hoeber, Erich Hoeber, Chad Hayes și Carey Hayes. În distribuție sunt actorii Kate Beckinsale, Gabriel Macht, Columbus Short, Tom Skerritt și Alex O'Loughlin. 

## Distribuție
- Kate Beckinsale - Carrie Stetko, the Special Deputy U.S. Marshal investigating the killings at the base.[8][9]
- Tom Skerritt - Dr. John Fury, the base doctor.
- Columbus Short - Delfy, a pilot who helps Stetko in the investigation.[10]
- Gabriel Macht - Robert Pryce, a UN security agent who aids Stetko in the investigation.[11]
- Alex O'Loughlin - Russell Haden, a biologist.[10]
- Shawn Doyle - Sam Murphy, the station's manager.
- Jesse Todd - Rubin
- Joel Keller - Jack
- Arthur Holden - McGuire
- Erin Hicock - Rhonda
- Bashar Rahal - Russian Pilot
- Julian Cain - Russian co-pilot
- Roman Varshavky, Dennis Keiffer, and Andrei Runtso - Russian guards
- Steve Lucescu - Mooney
- Paula Jean Hixson - Lab Tech
- Craig A. Pinckes - Craig Pinckes
- Sean Tucker - Operations Tech
- Marc James Beauchamp - Anton Weiss
- Nick Villarin - Newbie
- Louis Dionne - Man in Hall
- Patrick Sabongui - Miami Prisoner

## Legături externe
- Audio interviews Arhivat în 12 februarie 2012, la Wayback Machine.
- Coșmarul alb la Internet Movie Database
- Coșmarul alb la Allmovie
- Coșmarul alb la TCM Movie Database
- Coșmarul alb în Catalogul Institutului American de Film
- Coșmarul alb la Box Office Mojo
- Coșmarul alb la Rotten Tomatoes